# 트리니다드 사건
트리니다드 사건(Affair In Trinidad)은 미국에서 제작된 빈센트 셔만 감독의 1952년 범죄, 드라마 영화이다. 리타 헤이워드 등이 주연으로 출연하였고 빈센트 셔먼 등이 제작에 참여하였다.

## 출연

### 주연
- 리타 헤이워드
- 글렌 포드

### 조연
- 알렉산더 스커비
- 발레리 베티스
- 토린 댓처
- 하워드 웬델
- 카렐 스테파넥
- 조지 보스코벡
- 스티븐 거레이
- 월터 콜러
- 주아니타 무어
- 그렉 마르텔
- 모트 밀스
- 랠프 무디

## 제작진
- 미술: 월터 홀쉐어
- 의상: 진 루이스